# Hieronica
Hieronica (en català 'Hierònica') va ser una llei romana, que feia referència als pagaments en vi, oli i altres productes que havien de pagar els romans establerts a Sicília, a semblança dels que feia pagar Hieró II de Siracusa abans de la conquesta romana. No era pròpiament una llei, sinó una norma que determinava l'entrega dels productes establerts de la manera com s'havia estat fent fins aleshores.